# Masteriinae
Masteriinae Simon, 1889 è una sottofamiglia di ragni appartenente alla famiglia Dipluridae.

## Distribuzione
I tre generi oggi noti di questa sottofamiglia sono diffusi in America centrale e meridionale, Oceania e Australia.

## Tassonomia
Attualmente, a giugno 2012, gli aracnologi sono concordi nel suddividerla in tre generi:
- Chilehexops Coyle, 1986 — Cile, Argentina
- Masteria L. Koch, 1873 — Caraibi, America centrale e meridionale, Oceania, Australia
- Striamea Raven, 1981 — Colombia